# Zlatý míč 1977
Zlatý míč, cenu pro nejlepšího fotbalistu Evropy dle mezinárodního panelu sportovních novinářů, v roce 1977 získal dánský fotbalista Allan Simonsen z Borussie Mönchengladbach. Šlo o 22. ročník ankety, organizoval ho časopis France Football a výsledky určili sportovní publicisté z 26 zemí Evropy.

## Pořadí
| Pořadí | Jméno               | Klub                             | Země            | Body |
| 1      | Allan Simonsen      | Borussia Mönchengladbach         | Dánsko          | 74   |
| 2      | Kevin Keegan        | Liverpool Hamburger SV           | Anglie          | 71   |
| 3      | Michel Platini      | AS Nancy                         | Francie         | 70   |
| 4      | Roberto Bettega     | Juventus FC                      | Itálie          | 39   |
| 5      | Johan Cruijff       | FC Barcelona                     | Nizozemsko      | 23   |
| 6      | Klaus Fischer       | FC Schalke 04                    | Západní Německo | 21   |
| 7      | Tibor Nyilasi       | Ferencváros                      | Maďarsko        | 13   |
|        | Rob Rensenbrink     | RSC Anderlecht                   | Nizozemsko      | 13   |
| 9      | Dudu Georgescu      | Dinamo Bukurešť                  | Rumunsko        | 6    |
| 10     | Emlyn Hughes        | Liverpool                        | Anglie          | 5    |
|        | Berti Vogts         | Borussia Mönchengladbach         | Západní Německo | 5    |
|        | Steve Heighway      | Liverpool                        | Irsko           | 5    |
| 13     | Trevor Brooking     | West Ham                         | Anglie          | 4    |
|        | Franco Causio       | Juventus                         | Itálie          | 4    |
|        | Ronnie Hellström    | Kaiserslautern                   | Švédsko         | 4    |
|        | Dominique Bathenay  | AS Saint-Étienne                 | Francie         | 4    |
|        | Anders Linderoth    | Östers IF Olympique de Marseille | Švédsko         | 4    |
| 18     | Marius Trésor       | Olympique de Marseille           | Francie         | 3    |
|        | Ruud Krol           | Ajax Amsterdam                   | Nizozemsko      | 3    |
| 20     | Heinz Flohe         | 1. FC Kolín nad Rýnem            | Západní Německo | 2    |
|        | Dieter Müller       | 1. FC Kolín nad Rýnem            | Západní Německo | 2    |
|        | Pirri               | Real Madrid                      | Španělsko       | 2    |
|        | Peter Shilton       | Stoke City Nottingham Forest     | Anglie          | 2    |
|        | Ruud Geels          | Ajax Amsterdam                   | Nizozemsko      | 2    |
|        | Rainer Bonhof       | Borussia Mönchengladbach         | Západní Německo | 2    |
| 26     | Giancarlo Antognoni | ACF Fiorentina                   | Itálie          | 1    |
|        | Jürgen Grabowski    | Eintracht Frankfurt              | Západní Německo | 1    |
|        | Gordon McQueen      | Leeds United                     | Anglie          | 1    |
|        | Hans Krankl         | Rapid Vídeň                      | Rakousko        | 1    |
|        | András Törőcsik     | Újpest                           | Maďarsko        | 1    |
|        | Gérard Janvion      | Saint-Étienne                    | Francie         | 1    |
|        | Ray Kennedy         | Liverpool                        | Anglie          | 1    |